# Prix Henri Ballière
Prix Henri Ballière är ett montélopp för fyraåriga hingstar och ston som äger rum på Hippodrome de la Prairie i Caen i Frankrike i mitten av maj. Det är ett Grupp 2-lopp, man måste minst ha sprungit in 25 000 euro för att få starta. Den samlade prissumman 120 000 euro, varav 54 000 euro i förstapris.

## Vinnare
| År   | Häst               | Far                | Kusk                  | Tränare                 | Tid/km |
| ---- | ------------------ | ------------------ | --------------------- | ----------------------- | ------ |
| 2024 | Kelly de Banville  | Eridan             | Paul-Philippe Ploquin | Stephane Bourlier       | 1'12"9 |
| 2023 | Jean Balthazar     | Alto de Viette     | Yoann Lebourgeois     | Pascal Castel           | 1'11"9 |
| 2022 | Ines de Rioults    | Carat Williams     | Florian Desmigneux    | Jean Francois Senet     | 1'13"0 |
| 2021 | Heros de Fleur     | Ludo de Castelle   | Yoann Lebourgeois     | Frederic Prat           | 1'12"3 |
| 2020 | Guide Moi Forgan   | Neutron de Cebe    | Christopher Corbineau | Pascal Castel           | 1'14"3 |
| 2019 | Fado du Chêne      | Singalo            | Paul-Philippe Ploquin | Julien Le Mer           | 1'12"8 |
| 2018 | El Diablo d'Aut    | Saxo de Vandel     | Anthony Barrier       | Vincent Raimbault       | 1'13"4 |
| 2017 | Dragon du Fresne   | Saphir Castelets   | Matthieu Abrivard     | Laurent-Claude Abrivard | 1'13"4 |
| 2016 | Chanceliere Citrus | Goetmals Wood      | Alexandre Abrivard    | Laurent-Claude Abrivard | 1'12"7 |
| 2015 | Best Of Jets       | Magnificent Rodney | François Lagadeuc     | Jean-Michel Baudouin    | 1'12"4 |
| 2014 | Airport            | Love You           | Éric Raffin           | Åke Kristoffersson      | 1'13"7 |
| 2013 | Viking du Buisson  | Ganymede           | Nathalie Henry        | Bernard Desmontils      | 1'13"5 |
| 2012 | Une Milady         | Milord Drill       | Pierre Yves-Verva     | David Armellini         | 1'13"4 |
| 2011 | Texas Charm        | Cygnus d'Odyssee   | Julien Dubois         | Philippe Moulin         | 1'12"7 |
| 2010 | Surabaya Jiel      | Goetmals Wood      | Matthieu Abrivard     | Jean-Luc Dersoir        | 1'14"5 |
| 2009 | Romance du Ruel    | Jam Pridem         | Amelie Morisse        | Franck Anne             | 1'12"7 |